# 全球瑪祖卡音樂節

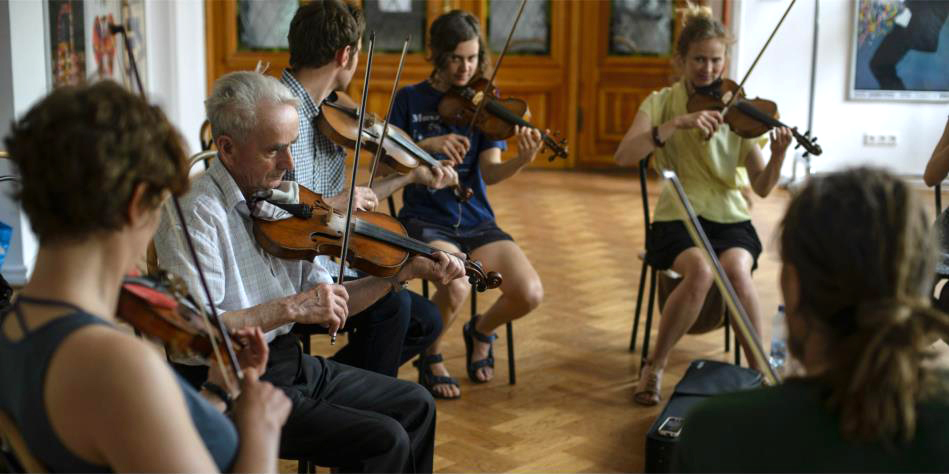
全球瑪祖卡音樂節

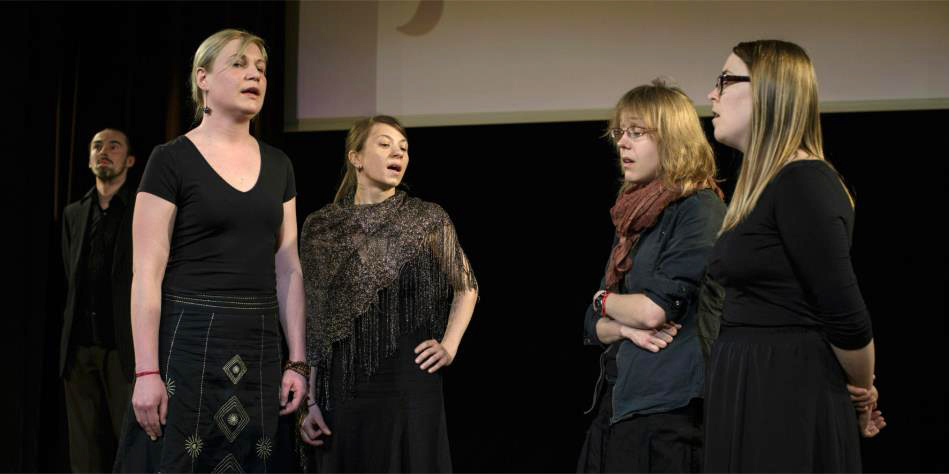
傳統歌曲演唱

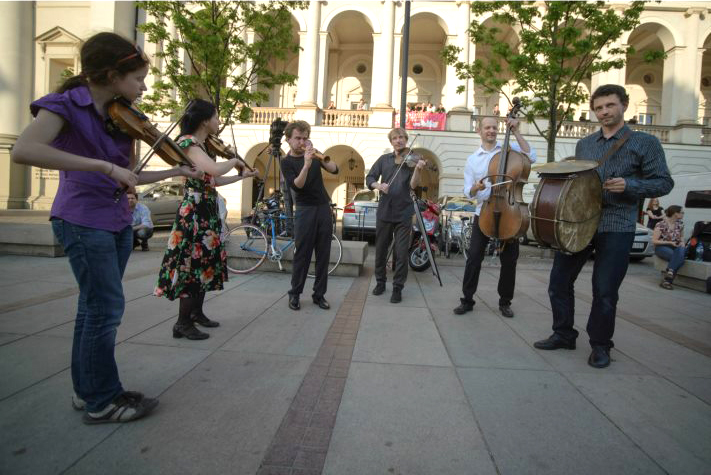
Janusz Prusinowski Trio

全球瑪祖卡音樂節 – 國際性音樂節，同時也是一項藝術教育計畫，目的在發揚民間版與藝術版的瑪祖卡音樂。該活動由亞努什·普魯西諾夫斯基 (Janusz Prusinowski) 及全球瑪祖卡基金會 (Fundacja Wszystkie Mazurki Świata) 共同發起，於2010年首次在波蘭華沙舉辦，後固定每年春季及秋季各舉辦一次。
活動的主要目的是推廣波蘭傳統音樂及舞蹈，讓觀眾能和來自波蘭鄉村的音樂及舞蹈表演者有直接接觸。同時將舊世代的專業傳統音樂及舞蹈表演者，以及對傳統音樂舞蹈具有高度熱忱的新世代表演者結合在一起。

## 外部連結
全球馬祖卡音樂節官方網站（页面存档备份，存于）